# 孙志嘉
孙志嘉（？—），男，汉族，中华人民共和国政治人物。现任中国科学院高能物理研究所东莞研究部中子科学部副主任，研究员。第十四届全国政协委员。